# 威廉·波寧
威廉·波寧（英語：William Bonin，1947年1月8日—1996年2月23日）是美國連環殺手，曾兩次遭受性侵犯，1979年和1980年在南加利福尼亞州強姦、酷刑折磨和謀殺21個男孩和年輕男子。

## 早年

### 童年
威廉·波寧於1947年1月8日出生在美國。 波寧的父母酗酒，他的父親是個賭徒，經常身體虐待虐待妻子和孩子。波寧和他的兄弟小時候被忽略嚴重，經常被有同情心的鄰居提供衣食。波寧和他的兄弟也經常被安置在他們的祖父的家中，他們的祖父是一名定罪的兒童騷擾者曾在波寧的孩童和青少年時期猥褻波寧的母親，並且據稱性虐待了他的三個孫子。
1953年，波寧的母親將兒子安置在孤兒院中，以保護自己的孩子免受父親的身體暴力。該孤兒院會嚴厲懲處其收容的兒童，所施加的懲罰包括嚴重毆打。儘管波寧後來自由地討論了他的童年和青春期的許多方面，他拒絕談論他對孤兒院的記憶，隻字不提他同意老年男性的性行為，除非他們首先將雙手綁在背後。他將留在孤兒院，直到9歲才跟父母住。
波寧在10歲時因盜竊車牌而被捕，並因各種輕微罪行而被安置在青少年拘留所。當他被關押在這個少年拘留所時，曾多次遭受身體和性虐待，包括他的成年輔導員。四年後的1961年，波寧的父母選擇了搬遷到加利福尼亞。博寧一家定居在唐尼市安吉爾街的一個小房子裡，此後不久，波寧的父親死於肝硬化。

### 在越南
1965年，高中畢業後不久，波寧就訂婚娶老婆。這種訂婚很大程度上取決於他母親的要求，她相信結婚的前景會平息兒子的明顯同性戀。畢業的同年，波寧加入了美國空軍。 後來他在越南戰爭中以空中砲手服役五個月，記錄了700多個小時的戰鬥和巡邏時間。波寧後來聲稱他在越南的經歷使他內心深處相信人的生命被高估了。
波寧後來聲稱在越南與男性和女性達成了自願的性關係；他後來還承認在新春攻勢期間，用槍胁迫的性侵犯兩個同伴士兵。

## 首次定罪
1968年11月17日，波寧對一年輕男子進行了性侵犯。在接下來的四個月中，他對其他男孩和青年男子再進行三次性侵犯。這四次襲擊的受害者年齡在12至18歲之間。，他捆綁囚禁他的受害者並進行雞姦和口交，以及擠壓受害者的睾丸。
1969年初，波寧被捕，當時他試圖捆綁一個被他騙上車的16歲青年。他因五項綁架罪，四項雞姦罪，一項口交罪和一項針對他所綁架並毆打的五名青年的猥褻罪而被起訴，他自去年11月以來一直企圖毆打的他所綁架的最後一個青年。波寧承認犯行，並於1971年1月因患有精神疾病被判處醫院令。
在被拘留在阿塔斯卡德羅州立醫院的同時，波寧遭到了一系列的精神病學檢查，這表明他擁有高於平均水平的IQ是121，並且除了損害大腦的前額葉皮層之外，還表現出躁鬱症的特徵。可能會降低他抑制任何暴力衝動的能力。波寧的身體檢查還發現他的頭部和臀部有廣泛的疤痕，儘管他聲稱自己沒有任何此類虐待事件的記憶，但在他被關押在康涅狄格州少年拘留所的三年中的虐待可能是疤痕的來源。
波寧到達阿塔斯卡德羅州立醫院兩年後，被送進監獄，宣布不適合接受進一步治療，主要是由於他多次與男囚犯進行有性的性行為。1974年6月11日，在醫生斷定他“不再對他人的健康和安全構成威脅”後，他被釋放出獄。

### 其他罪行和監禁
1974年9月8日，波寧開車經過加登格羅夫時遇到了搭便車的14歲的大衛·艾倫·麥克維克（David Allen McVicker)。麥克維克接受了波寧的提議，將他送到他的父母在亨廷頓比奇的家。麥克維克進入Bonin的車廂後不久，波寧問他是否是同性戀。當麥克維克要求波寧停下車時，波寧拿出槍支，將他趕到一個荒蕪的田野，命令麥克維克脫衣服，然後毆打並強姦他。在强姦了麥克維克之後，波寧開始用自己的T卹勒死年輕人，然後當麥克維克開始尖叫時立即道歉。然後，他開車送麥克維克回家，然後隨便說：“我們會再見面的。”
麥克維克立即將強奸案通知了他的母親。她又通知了加登格羅夫警察。此後不久，波寧被指控強姦未成年人並強行對其進行口交，並企圖綁架一名15歲的兒童，這是在波寧襲擊麥克維克兩天后發生的。波寧對這些指控表示認罪，並於1975年12月31日被判處加利福尼亞州男性設施服刑1至15年。1978年10月11日，他在被監禁18個月的情況下被釋放。

## 謀殺狂潮

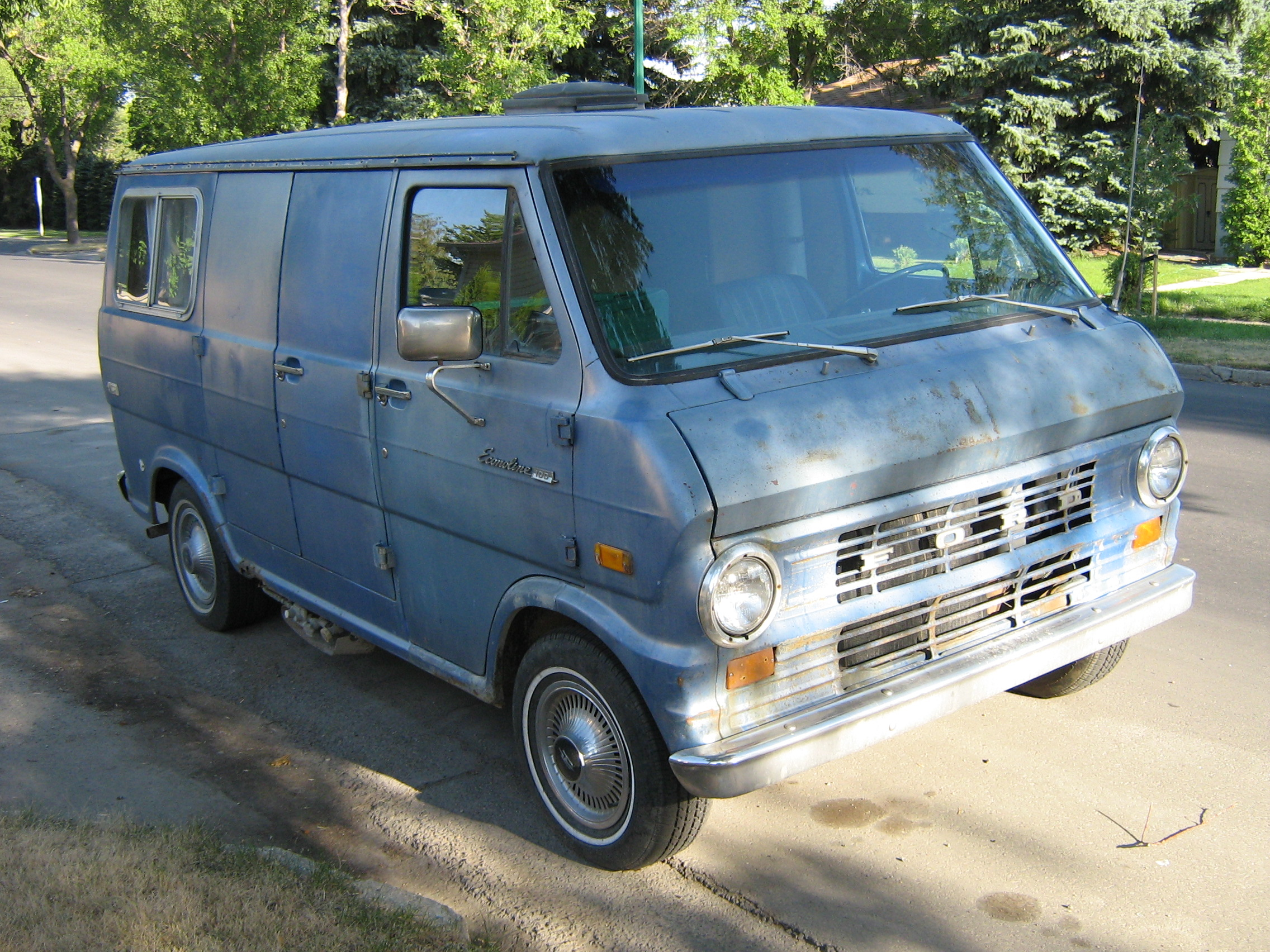
波寧開著橄欖的貨車模型用為綁架。

波寧通常選擇12至19歲的男性受害者，受害者被誘使或被迫進入他的貨車。他們被壓倒並用手銬、電線或延長線綁住了手腳。然後，他們遭到性侵犯，在面部，頭部和生殖器上遭到毆打，並遭受酷刑，然後通常被自己的汗衫勒死，甚至一些受害者被刺傷或毆打致死。一名受害者達林·肯德里克（Darin Kendrick）被迫喝酒鹽酸。三名受害者的耳朵被冰刺刺入。
為了大幅減少潛在受害者從車輛中逃脫的機會，波寧從貨車的乘客側和後門上卸下了所有內部把手，並將綁紮帶，刀子，家用工具和其他工具存放在車輛中，以利於約束和虐待他的受害者。通常波寧會在他的貨車內殺男孩然後將其屍體拋棄在南加利福尼亞各條高速公路旁邊或附近。

### 首次謀殺和初步逮捕
波寧被控的首起謀殺案是一名13歲的旅行者托馬斯·格倫·倫格倫（Thomas Glen Lundgren）的謀殺案。上次看到隆格倫於上午10:50離開他父母的家在加利福尼亞裡塞達。 1979年5月28日：他的屍體只穿著一件T卹，鞋子和襪子，當天下午在阿古拉 (加利福尼亞州)被發現。屍檢顯示，倫格倫的頭顱承受了多個骨折，臉頰遭受了去皮和頭部的打擊。這名青年被割傷，被刺傷，最後被勒死。他的內衣，牛仔褲和被割斷的生殖器被發現散佈在靠近他身體的地方。在隆德倫的綁架和謀殺中，波寧得到了巴茨的協助，後者被懷疑陪伴或協助波寧至少發生了八起謀殺案。

## 高速公路殺手謀殺案

### 弗农·巴茨的參與
隆格倫被謀殺兩個月後，1979年8月4日，波寧和巴茨綁架了一個17歲男生馬克·謝爾頓（Mark Shelton），謝爾頓離開了他的家，走到附近的電影院。鄰居們從謝爾頓家附近聽到了尖叫聲，很可能謝爾頓再次被綁架。 謝爾頓被包括台球桿在內的棍棒毆打，致使他的身體進入休克狀態，已證明是致命的。 然後他的遺體被丟棄在聖貝納迪諾縣。
過後，波寧和巴茨遇到了一位名叫馬庫斯·格拉布斯（Markus Grabs）的17歲西德學生，試圖從1号加利福尼亚州州道搭便車。格拉布斯被繩子捆起來，被帶到波寧的家中，格拉布斯被雞姦，毆打，和刺傷總計有77次然后他的裸露屍體被丟棄在附近的馬里布溪。 隔天早晨發現了他的屍體，一名調查人員將對受害者造成的傷害比作無法確定何時停止咬人的狂犬。
8月27日，波寧和巴茨綁架了15歲的唐納德·雷·海登（Donald Ray Hyden）。當天早上，建築工人在文图拉高速公路鬆緊帶附近的垃圾箱中發現了他的屍體。在因絞死而死之前，海頓被綁住、毆打、雞姦，然後刺入頸部、生殖器和顱骨。最後去除他的睾丸並砍下他的喉嚨。
唐納德·雷·海登被謀殺兩週後，9月9日，波寧和巴茨遇到了一個17歲的青年，名叫戴維·路易斯·穆里略（David Louis Murillo），他騎自行車去電影院。穆里略（Murillo）被引誘到波寧的貨車上，在那裡戴維·路易斯·穆里略被綁住，反復強姦，並用輪胎鐵揍戴維·路易斯·穆里略的頭，然後用綁紮帶勒死，然後將他的裸露屍體扔在101號公路路堤上。
大約四個星期後，波寧獨自行動綁架並勒死了17歲的弗蘭克·丹尼斯·福克斯（Frank Dennis Fox)；兩天后，他的屍體在聖胡安·卡皮斯特拉諾以東五英里的奧爾特加公路旁被發現然後用綁紮帶勒死，然後將他的裸露屍體扔在路堤上，與101號公路。弗蘭克·丹尼斯·福克斯d的身體本身在面部和頭部受到廣泛的鈍力創傷，手腕和腳踝上有捆綁痕跡，表明福克斯在整個苦難中都受到約束。現場沒有發現衣服或其他識別證據。 福克斯被謀殺十天后，一名15歲的長灘青年約翰·弗雷德里克·基爾帕特里克（John Fredrick Kilpatrick）在離開父母的家與朋友交往後失踪了。基爾帕特里克被勒死後遺棄在里亞托偏遠地區。他的屍體於12月13日被發現。

### 格雷戈里·麥莉的參與
2月3日，波寧在18歲的格雷戈里·麥莉（Gregory Miley）的陪同下從唐尼駕車前往好萊塢，其具體意圖是進一步謀殺。兩人在聖塔莫尼卡林蔭大道搭便車時遇到了一個15歲的小伙子，名叫查爾斯·米蘭達（Charles Miranda），站在喜達屋夜總會附近。在波寧駕駛時，貨車後方進行了自願的性活動，然後波寧向麥莉小聲說：“孩子快要死了。”米蘭達被波寧壓倒並束縛，然後波寧問這個年輕人他身上有多少錢。當米蘭達回答說他有“大約6美元”時，波寧命令麥莉拿走這個年輕人的錢包，然後強姦受害者。麥莉還試圖強姦年輕人，但無法維持[勃起]。沮喪的是，麥莉在協助波寧擊敗年輕人之前，用各種尖銳的物體襲擊了米蘭達。當麥莉反复跳到米蘭達的胸口時，波寧隨後穿著T恤和輪胎熨斗將米蘭達勒死了。然後，他的裸屍被扔在洛杉磯東二街的小巷裡。

## 隨後的殺戮
3月14日，他绑架并杀害了18岁的罗纳德·加特林（Ronald Gatlin)。加特林离开朋友家后不久被绑架。他被殴打、鸡奸、在被勒死之前在耳朵和脖子上遭受了一些深层穿孔的冰镐伤口。

### 遇到威廉·普格
1980年3月的一個星期五晚上，當波寧離開弗雷澤的住所時，他邀請了17歲的威廉·雷·普格（William Ray Pugh）乘車回家。
在開始旅程的幾分鐘內，波寧問普格是否願意和他發生性關係。 普格隨後說，他在聽到這個問題時驚慌失措，靜靜地坐著幾分鐘後，一旦波寧在剎車燈下放慢了貨車的速度，就試圖離開汽車。波寧就無言地俯身，抓住了普格的衣領，將他拖回到乘客座位上。

### 哈利·特納謀殺案
3月24日，波寧和普格在洛杉磯一條街上綁架了離家出走的15歲的的哈里·托德·特納（Harry Todd Turner)。 特納在蘭開斯特的沙漠社區逃離了住所。見面前四天，博寧和普格。 普格稍後作證說，他和波寧出價20美元進行性愛，誘使特納進入波寧的麵包車。束縛，撫弄和咬特納後,波寧命令普格“毆打他（特納)”。 普格強擊並在頭和身體上毆打特納幾分鐘後，波寧用自己的汗衫勒死了哈里·托德·特納，然後將哈里·托德·特納的屍體丟到了洛杉磯的後送貨門商業。哈里·托德·特納的屍體解剖隨後顯示這名青年的生殖器已被肢解，在哈里·托德·特納被勒死之前，因被鈍器打到哈里·托德·特納的頭骨有八個骨折。

## 以後的殺戮
4月10日下午，波寧綁架了16歲的史蒂文·約翰·伍德（Steven John Wood)，當時他去上學，那天早晨參加了一次牙科預約；他的裸體被遺棄在靠近太平洋海岸公路的長灘的一條小巷中。現場沒有發現衣服或其他識別證據。伍德的屍檢顯示，這名青年被勒死。
三個星期後，即4月29日，當停泊在斯坦顿超級市場時，波寧和巴茨以毒品為藉口將19歲的員工達林·肯德里克（Darin Kendrick）引誘到波寧的麵包車中。肯德里克被騙到巴茨的公寓，在那裡他被兩個人壓制並束縛。除了忍受雞姦和部分結紮的勒索外，肯德里克還被博寧強迫喝鹽酸，導致腐蝕性物質化學物質燃燒到他的嘴，下巴，胃和胸部。然後，巴茨把冰鎬擦入肯德里克的耳朵，對肯德里克的腦髓造成致命的傷害。肯德里克的遺體被丟棄在附近的倉庫後面，巴茨的冰鎬擦入肯德里克的頭骨，從他的耳朵伸出。
5月12日，波寧綁架並謀殺了他的一個17歲熟人，他後來表示，他早晨醒來時決定殺死他，因為他“厭倦了把他帶到身邊”。

### 與詹姆士·門羅相識
九天后，波寧邀請了一個18歲的無家可歸者詹姆·邁克爾·門羅（James Michael Munro）搬進他與母親合住的公寓。門羅於1980年初被驅逐出其家鄉密歇根州，並在好萊塢的街道上艱難地生活了幾週。 因此，門羅欣然接受了波寧的住宿報價。 與麥莉的情況一樣，喜歡與女性發生性關係的雙性戀芒羅也開始與波寧達成共識。他還接受了後來在波寧工作的送貨公司的工作機會。芒羅後來將他對波寧的最初印象描述為“一個好人，真的很正常”儘管在6月1日晚上，波寧突然通知芒羅，他希望兩人綁架，強姦並殺死一名搭便車的青少年。

## 逮捕
到1980年初，波寧犯下的謀殺案引起了媒體的廣泛關注。

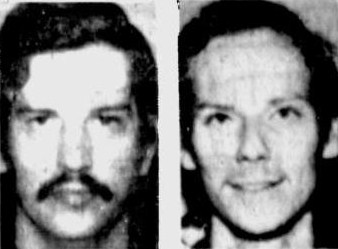
被捕後波寧和巴茨的面部照片。

經過九天的監視，1980年6月11日，警方觀察到波寧在好萊塢各處以一種看似隨機的方式開車，試圖誘使五個單獨的十幾歲的男孩上貨車，但未成功，然後成功地誘使年輕人上了他的車。 警察跟隨波寧，直到他的貨車停在好萊塢高速公路附近的荒涼停車場內，然後謹慎地接近了車輛。 這些便衣警官在聽到貨車車廂內發出嘶啞的尖叫聲和砰砰的聲音後，就強迫進入車輛；發現波寧在強姦一名17歲的奧蘭治縣逃亡者哈羅德·尤金·泰特(Harold Eugene Tate)。
在波寧的貨車內，調查人員發現了許多偽造品，證明了他在高速公路殺手謀殺案中的犯行。 這些物品包括各種約束裝置，包括尼龍繩，各種刀具，輪胎鐵以及家用工具，如鉗子和衣架。此外，波寧的貨車內部和房屋的各個部分都沾了鮮血，明顯地去掉了他乘員側車門和後門的內部把手。努力防止受害者逃脫車輛。在手套箱內，調查人員還發現了一本與謀殺案有關的剪報剪貼簿。

### 自白和起訴書
儘管最初是在任何謀殺案中抗議他的無辜，但波寧在閱讀了一位受害者母親懇求他透露兒子的屍體位置的公開信之後，承認了自己的罪過，在幾個晚上的過程中，波寧承認綁架，強姦和殺了21個男孩。他不為自己的行為表示無悔，但確實表現出了極大的尷尬，並對被抓到感到遺憾。波寧說，在整個殺人狂潮中，他的主要同夥是巴茨，而麥莉和門羅則是其他謀殺案的積極同夥。波寧後來告訴一位記者，問他如果仍然逍遙法外，他會怎麼做：“我仍在殺人，我無法停止殺人。每做一個人，事情就變得容易多了。”
血和精液污漬將波寧與許多謀殺案聯繫在一起，和在七個遇難者的屍體上發現了許多特別的綠色形三尖嘴形地毯纖維，據法醫證明，這些纖維與波寧貨車後部的地毯完全匹配。

## 謀殺審判

### 洛杉磯縣
麥莉和門羅在他對洛杉磯縣的審判中針對波寧作證，並詳細描述了他們陪伴波寧的謀殺案。門羅在11月17日的證詞中說，在謀殺史蒂文·威爾斯之後不久，他和波寧驅車前往麥當勞餐廳，並從史蒂文·威爾斯的錢包中拿出$10購買了漢堡包。當他們在波寧的家中吃漢堡時，波寧笑著沉思：“謝謝，史蒂文，無論您身在何處”，在芒羅也加入笑聲之前。麥莉作證說他參與了米蘭達和瑪卡貝的謀殺案；詳細描述了他們在謀殺前如何被各種工具毆打和折磨，以及在波寧將輪胎熨斗壓在米蘭達的脖子上時，他如何聽到“骨頭裂開”的聲音。麥莉繼續作證：“孩子嘔吐了。我以同樣的方式向他跳下，殺死了那個傢伙。”當波寧的同夥提供證詞時，幾名聽眾趕出法庭，後來向聚集在法庭外的記者說，他們發現所列舉的細節太令人討厭。

### 橙縣
波寧在鄰近的奧蘭治縣接受審判，罪名是搶劫和殺害另外四名受害者，他們於1979年11月至1980年5月期間於1983年3月21日在該轄區被謀殺。他在高等法院法官肯尼斯·萊（Kenneth Lae）之前受到審判。
最初的陪審團甄選從3月21日開始，總有204位準陪審員經過預先審查甄選過程，直到6月選出16位。 陪審團挑選程序完成後，博寧的律師再次提出動議，由於審判前的公示污染了陪審團，該審判應移至奧蘭治縣以外的司法管轄區； Lae再次拒絕了該動議，後者裁定審判將於6月14日開始。

## 死囚
波寧將在聖昆汀州監獄被關押在死囚牢房中14年，等待在毒氣室被處決。在死囚牢房的歲月中，他以繪畫和寫作為愛好，並因其藝術作品，短篇小說和詩歌而獲得了幾個次要獎項。他還與許多人往來，包括一些受害者的母親。在與受害者親屬交換的信件中，波寧從未對謀殺表示遺憾或懺悔。有一次，波寧告訴金的母親，她的兒子是他最喜歡的受害者，因為“他真是個尖叫者”。
除了與他有幾個往來的人外，波寧還與他的辯護律師爭辯說，巴茨曾是謀殺案的真正牽頭人，而他只是巴茨的同謀。這些指控將由博寧在洛杉磯縣謀殺案審判的檢察官諾里斯（Norris）駁斥，他在博寧被處決前不久便回憶：“他是領導人，他選擇了可以使用的軟弱的人。”
在執行羅伯特·奧爾頓·哈里斯（Robert Alton Harris）死刑後，加利福尼亞州於1992年用死刑注射取代了波寧的處決方法，這是自1967年以來加利福尼亞州的第一位犯人哈里斯在毒氣室執行15分鐘的整個過程中，長達四分鐘都表現出明顯的不適症狀。這些症狀包括驚厥。因此，加利福尼亞州選擇使用致死注射作為對氣室的另一種執行方法，從而使氣室成為“殘酷和不尋常”的執行方法。

### 上訴
波寧針對他的定罪和量刑提出了許多上訴，諸如陪審團偏見，通過聽取受害人的影響陳述（陪審團的辯護人在波寧的審判中規定辯護人陳述）而引起陪審團發言的可能性，以及辯護不足作為每次上訴的基礎之類的問題。 對於這些上訴，波寧聘請了新的律師，他們最初提出了關於他以前的辯護律師夏維（Charvet）在審判中未能提供充分辯護的論點，因為他沒有充分重視波寧的躁鬱症和他從小遭受的性虐待。 這些律師辯稱，如果查維特進一步強調這些問題，那麼在他的陪審團看來，波寧本來是“人性化的”。

## 處決日
他的最後聲明在定於午夜被處決前一小時交給監獄看守，博寧再次對自己的罪行表示沒有悔意，並留下紙條，上面寫著：
I feel the death penalty is not an answer to the problems at hand. I feel it sends the wrong message to the people of this country. Young people act as they see other people acting instead of as people tell them to act. I would advise that when a person has a thought of doing anything serious against the law, that before they did, they should go to a quiet place and think about it seriously.
我覺得死刑不是解決眼前問題的答案。我覺得它向這個國家的人民發出了錯誤的信息。 年輕人的行為就像他們看到其他人的行為一樣，而不是像人們告訴他們的行為那樣。 我建議，當一個人想到要做任何嚴重違反法律的事情時，他們應該在去安靜的地方認真思考。
波寧在上午12:13被宣布死亡。他被處決時是49歲。 波寧的親戚中沒有一個選擇見證他的死刑。 受害者的幾名親戚親眼目睹了這一事件，在他的死亡得到正式確認後，他們中的許多人哭泣並擁抱。根據其中一些證人的說法，波寧的死刑順利通過，並且在手術的後期一直沉重鎮靜。在這個問題上，當時是加利福尼亞州州長皮特·威爾遜-在執行死刑前三天拒絕了波寧律師的寬大請求-稱為波寧是“ 死刑的海報男孩”，然後補充說，加利福尼亞的處決方法確保了他的死亡比受害者所遭受的痛苦無限愉悅。

## 媒體

### 電影
電影《高速公路殺手》（Freeway Killer）由影像娛樂（Image Entertainment）於2010年發行。該電影直接基於波寧及其同伙的謀殺案。 這部電影將斯科特·安東尼·李特（Scott Anthony Leet）飾演為威廉·波寧，而杜斯塔·索格飾演了弗農·巴茨。